# Coppa dell'AFC 2011
La AFC Cup 2011 è stata la 8ª edizione del torneo. Il Nasaf Qarshi ha vinto il trofeo per la prima volta.

## Squadre qualificate
| Ammesse alla fase a gironi: Asia Occidentale (Gruppi A–E) | Ammesse alla fase a gironi: Asia Occidentale (Gruppi A–E)                                                                     | Ammesse alla fase a gironi: Asia Occidentale (Gruppi A–E) | Ammesse alla fase a gironi: Asia Occidentale (Gruppi A–E) |
| Squadra                                                   | Metodo qualificazione | Pres.                                                     | Ultima presenza                                           |
| --------------------------------------------------------- | --- | --------------------------------------------------------- | --------------------------------------------------------- |
| Duhok                                                     | vincitore dell'Dawri Al-Nokhba 2009-2010                                                                                      | 1                                                         |                                                           |
| Al-Talaba                                                 | 2ª nella Dawri Al-Nokhba 2009-2010                                                                                            | 1                                                         |                                                           |
| Arbil                                                     | 4ª nella Dawri Al-Nokhba 2009-2010                                                                                            | 2                                                         | 2009                                                      |
| Al-Faisaly                                                | vincitore della Jordan League 2009-2010                                                                                       | 5                                                         | 2009                                                      |
| Al-Wehdat                                                 | vincitore della Coppa di Giordania 2009-2010                                                                                  | 6                                                         | 2010                                                      |
| Al-Qadisiya                                               | finalista della Coppa dell'AFC 2010 vincitore della Kuwait Premier League 2009-2010 vincitore della Kuwait Emir Cup 2009-2010 | 2                                                         | 2010                                                      |
| Al-Kuwait                                                 | 2ª classificata nella Kuwait Premier League 2009-2010                                                                         | 3                                                         | 2010                                                      |
| Al-Nasr                                                   | 3ª classificata nella Kuwait Premier League 2009-2010                                                                         | 1                                                         |                                                           |
| Al-Ahed                                                   | vincitore della Lebanese Premier League 2009-2010                                                                             | 5                                                         | 2010                                                      |
| Al-Ansar                                                  | vincitore della Coppa del Libano 2009-2010                                                                                    | 3                                                         | 2008                                                      |
| Al-Suwaiq                                                 | vincitore della Oman League 2009-2010                                                                                         | 2                                                         | 2009                                                      |
| Al-Oruba                                                  | vincitore della Sultan Qaboos Cup 2010                                                                                        | 2                                                         | 2009                                                      |
| Al-Jaish                                                  | vincitore della Prima Divisione Siria 2009-2010                                                                               | 3                                                         | 2010                                                      |
| Al-Karamah                                                | vincitore della Coppa di Siria 2009-2010                                                                                      | 3                                                         | 2010                                                      |
| Al-Ittihad                                                | vincitore della Coppa dell'AFC 2010 perdente nei play-off qualificazione dell'AFC Champions League 2011                       | 2                                                         | 2010                                                      |
| Nasaf Qarshi                                              | 3ª classificata nella Uzbekistan Super League 2010                                                                            | 2                                                         | 2010                                                      |
| Shurtan Guzar                                             | 4ª classificata nella Uzbekistan Super League 2010                                                                            | 1                                                         |                                                           |
| Al-Saqr                                                   | vincitore della Yemeni League 2009-2010                                                                                       | 2                                                         | 2007                                                      |
| Al-Tilal                                                  | vincitore della Coppa dello Yemen 2010                                                                                        | 2                                                         | 2009                                                      |
| Dempo                                                     | perdente nei play-off qualificazione dell'AFC Champions League 2011                                                           | 5                                                         | 2009                                                      |

| Ammesse alla fase a gironi: Asia Orientale (Gruppi F-H) | Ammesse alla fase a gironi: Asia Orientale (Gruppi F-H)                                                             | Ammesse alla fase a gironi: Asia Orientale (Gruppi F-H) | Ammesse alla fase a gironi: Asia Orientale (Gruppi F-H) |
| Squadra                                                 | Metodo qualificazione                                                                                               | Pres.                                                   | Ultima presenza                                         |
| ------------------------------------------------------- | --- | ------------------------------------------------------- | ------------------------------------------------------- |
| South China                                             | vincitore dell'Hong Kong First Division League 2009-2010 vincitore dell'Hong Kong Senior Challenge Shield 2009-2010 | 4                                                       | 2010                                                    |
| TSW Pegasus                                             | vincitore dell'Hong Kong FA Cup 2010                                                                                | 1                                                       |                                                         |
| Kingfisher East Bengal                                  | vincitore della Indian Federation Cup 2010                                                                          | 5                                                       | 2010                                                    |
| Persipura Jayapura                                      | 2ª classificata nella Indonesian Premier League 2009-2010                                                           | 1                                                       |                                                         |
| Sriwijaya                                               | perdente nei play-off qualificazione dell'AFC Champions League 2011                                                 | 2                                                       | 2010                                                    |
| VB Sports Club                                          | vincitore della Dhivehi League 2010                                                                                 | 4                                                       | 2010                                                    |
| Victory SC                                              | vincitore della Coppa delle Maldive 2010                                                                            | 4                                                       | 2010                                                    |
| Tampines Rovers                                         | vincitore della Singapore Premier League 2010                                                                       | 4                                                       | 2007                                                    |
| Chonburi                                                | vincitore della Thai FA Cup 2010                                                                                    | 2                                                       | 2009                                                    |
| Muangthong United                                       | perdente nei play-off qualificazione dell'AFC Champions League 2011                                                 | 2                                                       | 2010                                                    |
| Hà Nội F.C.                                             | vincitore della V League 1 2010                                                                                     | 1                                                       |                                                         |
| Song Lam Nghe An                                        | vincitore della Coppa del Vietnam 2010                                                                              | 1                                                       |                                                         |

## Fase a gironi

### Girone A
| Squadra      | Pt. | PG | V | N | P | GF | GS | DR  |
| ------------ | --- | -- | - | - | - | -- | -- | --- |
| Nasaf Qarshi | 18  | 6  | 6 | 0 | 0 | 30 | 4  | +26 |
| Dempo        | 7   | 6  | 2 | 1 | 3 | 6  | 19 | -13 |
| Al-Ansar     | 6   | 6  | 2 | 0 | 4 | 8  | 12 | -4  |
| Al-Tilal     | 4   | 6  | 1 | 1 | 4 | 9  | 18 | -9  |

|              | ANS   | TIL   | DEM   | NAS   |
| ------------ | ----- | ----- | ----- | ----- |
| Al-Ansar     |       | 0 – 2 | 2 – 0 | 1 – 4 |
| Al-Tilal     | 1 – 4 |       | 2 – 2 | 2 – 3 |
| Dempo        | 2 – 1 | 2 – 1 |       | 0 – 4 |
| Nasaf Qarshi | 3 – 0 | 7 – 1 | 9 – 0 |       |

### Girone B
| Squadra       | Pt. | PG | V | N | P | GF | GS | DR  |
| ------------- | --- | -- | - | - | - | -- | -- | --- |
| Al-Qadisiya   | 14  | 6  | 4 | 2 | 0 | 15 | 5  | +10 |
| Shurtan Guzar | 9   | 6  | 2 | 3 | 1 | 10 | 8  | +2  |
| Al-Ittihad    | 8   | 6  | 2 | 2 | 2 | 7  | 7  | 0   |
| Al-Saqr       | 1   | 6  | 0 | 1 | 5 | 5  | 17 | -12 |

|               | ITT   | QAD   | SAQ   | SHU   |
| ------------- | ----- | ----- | ----- | ----- |
| Al-Ittihad    |       | 0 – 2 | 2 – 0 | 0 – 0 |
| Al-Qadisiya   | 3 – 2 |       | 3 – 0 | 4 – 0 |
| Al-Saqr       | 1 – 2 | 2 – 2 |       | 0 – 1 |
| Shurtan Guzar | 1 – 1 | 1 – 1 | 7 – 2 |       |

### Girone C
| Squadra    | Pt. | PG | V | N | P | GF | GS | DR |
| ---------- | --- | -- | - | - | - | -- | -- | -- |
| Duhok      | 11  | 6  | 3 | 2 | 1 | 6  | 3  | +3 |
| Al-Faisaly | 11  | 6  | 3 | 2 | 1 | 8  | 6  | +2 |
| Al-Jaish   | 11  | 6  | 3 | 2 | 1 | 8  | 4  | +4 |
| Al-Nasr    | 0   | 6  | 0 | 0 | 6 | 2  | 11 | -9 |

|            | FAI   | JAI   | NAS   | DUH   |
| ---------- | ----- | ----- | ----- | ----- |
| Al-Faisaly |       | 2 – 0 | 2 – 1 | 0 – 0 |
| Al-Jaish   | 1 – 1 |       | 2 – 1 | 0 – 0 |
| Al-Nasr    | 0 – 1 | 0 – 4 |       | 0 – 1 |
| Duhok      | 4 – 2 | 0 – 1 | 1 – 0 |       |

Duhok, Al-Faisaly e Al-Jaish sono state classificate in seguito ai loro scontri diretti: Duhok (5 pt. +1 DR), Al-Faisaly (5 pt. 0 DR), Al-Jaish (5 pt. -1 DR)

### Girone D
| Squadra   | Pt. | PG | V | N | P | GF | GS | DR |
| --------- | --- | -- | - | - | - | -- | -- | -- |
| Al-Wehdat | 14  | 6  | 4 | 2 | 0 | 11 | 3  | +8 |
| Al-Kuwait | 10  | 6  | 3 | 1 | 2 | 7  | 6  | +1 |
| Al-Talaba | 5   | 6  | 1 | 2 | 3 | 4  | 6  | -2 |
| Al-Suwaiq | 3   | 6  | 0 | 3 | 3 | 5  | 12 | -7 |

|           | KUW   | SUW   | TAL   | WEH   |
| --------- | ----- | ----- | ----- | ----- |
| Al-Kuwait |       | 0 – 0 | 1 – 0 | 1 – 3 |
| Al-Suwaiq | 1 – 3 |       | 1 – 2 | 1 – 1 |
| Al-Talaba | 1 – 2 | 1 – 1 |       | 0 – 1 |
| Al-Wehdat | 1 – 0 | 5 – 1 | 0 – 0 |       |

### Girone E
| Squadra    | Pt. | PG | V | N | P | GF | GS | DR  |
| ---------- | --- | -- | - | - | - | -- | -- | --- |
| Arbil      | 14  | 6  | 4 | 2 | 0 | 17 | 4  | +13 |
| Al-Ahed    | 6   | 6  | 2 | 0 | 4 | 11 | 13 | -2  |
| Al-Oruba   | 6   | 6  | 1 | 3 | 2 | 4  | 10 | -6  |
| Al-Karamah | 6   | 6  | 1 | 3 | 2 | 8  | 13 | -5  |

|            | AHE   | KAR   | ORU   | ARB   |
| ---------- | ----- | ----- | ----- | ----- |
| Al-Ahed    |       | 4 – 1 | 2 – 0 | 1 – 2 |
| Al-Karamah | 3 – 2 |       | 2 – 2 | 0 – 3 |
| Al-Oruba   | 1 – 0 | 1 – 1 |       | 0 – 5 |
| Arbil      | 6 – 2 | 1 – 1 | 0 – 0 |       |

Al-Ahed, Al-Oruba e Al-Karamah sono state classificate in seguito ai loro scontri diretti: Al-Ahed (6 pt. +3 DR), Al-Oruba (5 pt. -1 DR), Al-Karamah (5 pt. -2 DR)

### Girone F
| Squadra          | Pt. | PG | V | N | P | GF | GS | DR |
| ---------------- | --- | -- | - | - | - | -- | -- | -- |
| Song Lam Nghe An | 12  | 6  | 4 | 0 | 2 | 16 | 10 | +6 |
| Sriwijaya        | 10  | 6  | 3 | 1 | 2 | 9  | 11 | -2 |
| TSW Pegasus      | 9   | 6  | 3 | 0 | 3 | 15 | 12 | +3 |
| VB Sports Club   | 4   | 6  | 1 | 1 | 4 | 9  | 16 | -7 |

|                  | SLN   | SRW   | TSW   | VBS   |
| ---------------- | ----- | ----- | ----- | ----- |
| Song Lam Nghe An |       | 4 – 0 | 1 – 2 | 4 – 2 |
| Sriwijaya        | 3 – 1 |       | 3 – 2 | 1 – 1 |
| TSW Pegasus      | 2 – 3 | 1 – 2 |       | 3 – 0 |
| VB Sports Club   | 1 – 3 | 2 – 0 | 3 – 5 |       |

### Girone G
| Squadra           | Pt. | PG | V | N | P | GF | GS | DR  |
| ----------------- | --- | -- | - | - | - | -- | -- | --- |
| Muangthong United | 14  | 6  | 4 | 2 | 0 | 14 | 1  | +13 |
| Tampines Rovers   | 11  | 6  | 3 | 2 | 1 | 12 | 8  | +4  |
| Hà Nội F.C.       | 8   | 6  | 2 | 2 | 2 | 5  | 8  | -3  |
| Victory SC        | 0   | 6  | 0 | 0 | 6 | 1  | 15 | -14 |

|                   | HTT   | MTU   | TRV   | VIC   |
| ----------------- | ----- | ----- | ----- | ----- |
| Hà Nội F.C.       |       | 0 – 0 | 1 – 1 | 2 – 0 |
| Muangthong United | 4 – 0 |       | 4 – 0 | 1 – 0 |
| Tampines Rovers   | 3 – 1 | 1 – 1 |       | 4 – 0 |
| Victory SC        | 0 – 4 | 0 – 1 | 1 – 3 |       |

### Girone H
| Squadra                | Pt. | PG | V | N | P | GF | GS | DR  |
| ---------------------- | --- | -- | - | - | - | -- | -- | --- |
| Chonburi               | 13  | 6  | 4 | 1 | 1 | 18 | 8  | +10 |
| Persipura Jayapura     | 11  | 6  | 3 | 2 | 1 | 14 | 9  | +5  |
| South China            | 5   | 6  | 1 | 2 | 3 | 7  | 14 | -7  |
| Kingfisher East Bengal | 3   | 6  | 0 | 3 | 3 | 9  | 17 | -8  |

|                        | CHO   | KEB   | PJY   | SCA   |
| ---------------------- | ----- | ----- | ----- | ----- |
| Chonburi               |       | 4 – 0 | 4 – 1 | 3 – 0 |
| Kingfisher East Bengal | 4 – 4 |       | 1 – 1 | 3 – 3 |
| Persipura Jayapura     | 3 – 0 | 4 – 1 |       | 4 – 2 |
| South China            | 0 – 3 | 1 – 0 | 1 – 1 |       |

## Ottavi di finale
| Squadra 1         | Risultato         | Squadra 2          |
| ----------------- | ----------------- | ------------------ |
| Nasaf Qarshi      | 2 – 1             | Al-Faisaly         |
| Duhok             | 1 – 0             | Dempo              |
| Al-Qadisiya       | 2 – 2 (2 – 3 dtr) | Al-Kuwait          |
| Al-Wehdat         | 2 – 1             | Shurtan Guzar      |
| Arbil             | 1 – 0 (dts)       | Tampines Rovers    |
| Muangthong United | 4 – 0             | Al-Ahed            |
| Song Lam Nghe An  | 1 – 3             | Persipura Jayapura |
| Chonburi          | 3 – 0             | Sriwijaya          |

| Arbitro: | Peter Green |

|                                                   |           |  |
| Dangda 50’ Naruphol 52’ Kouakou 61’ Datsakorn 76’ | Marcatori |  |

| Arbitro: | Saeid Mozaffarizadeh |

|            |           |  |
| Mushir 18’ | Marcatori |  |

| Arbitro: | Tan Hai |

|                           |           |           |
| Turaev 28’ Shomurodov 56’ | Marcatori | Hijah 78’ |

| Arbitro: | Valentin Kovalenko |

|             |           |  |
| Mubarak 94’ | Marcatori |  |

| Arbitro: | Andre El Haddad |

|                      |           |                                                |
| Nguyễn Hồng Việt 58’ | Marcatori | B. Solossa 28’ (rig.) Bonai 34’ O. Solossa 85’ |

| Arbitro: | Abdullah Al Hilali |

|                                                     |           |  |
| Ney Fabiano 18’ Therdsak 29’ (rig.) Natthaphong 83’ | Marcatori |  |

| Arbitro: | Liu Kwok Man |

|                        |           |              |
| R. Ali 12’ Bahdari 84’ | Marcatori | Sultonov 23’ |

| Arbitro: | Mohamed Al-Zarouni |

|                                                   |                      |                                              |
| H. Al-Enezi 55’ Al Mejmed 65’ (rig.)              | Marcatori            | A. Al Kandari 33’ Al-Ajmi 60’                |
| Al Mejmed El Adoua Fadhel F. Al Enezi Al Misha'an | Tiri di rigore 2 – 3 | Al Ateeqi Rogerinho Awadh Al Taher Al-Fadhli |

## Quarti di finale
| Squadra 1          | Totale            | Squadra 2         | Andata | Ritorno     |
| ------------------ | ----------------- | ----------------- | ------ | ----------- |
| Persipura Jayapura | 1 – 3             | Arbil             | 1 – 2  | 0 – 1       |
| Chonburi           | 1 – 1 (3 – 4 dtr) | Nasaf Qarshi      | 0 – 1  | 1 – 0 (dts) |
| Al-Kuwait          | 1 – 0             | Muangthong United | 1 – 0  | 0 – 0       |
| Al-Wehdat          | 8 – 1             | Duhok             | 5 – 1  | 3 – 0       |

### Andata
| Arbitro: | Peter Green |

|             |           |                       |
| Krangar 82’ | Marcatori | Sabah 18’ Mubarak 70’ |

| Arbitro: | Hiroyoshi Takayama |

|  |           |              |
|  | Marcatori | Bošković 47’ |

| Arbitro: | Valentin Kovalenko |

|               |           |  |
| Rogerinho 76’ | Marcatori |  |

| Arbitro: | Andre El Haddad |

|                                                                     |           |               |
| Abdel-Fattah 32’ (rig.), 88’ Abdallah Deeb 72’ Shelbaieh 86’, 90+3’ | Marcatori | H. Kareem 14’ |

### Ritorno
| Nonthaburi 27 settembre 2011, ore 19:30 UTC+7 | Muangthong United | 0 – 0 referto | Al-Kuwait | Thunderdome Stadium (11.212 spett.)\| Arbitro: \| Choi Myung-Yong \| |
| Arbitro:                                      | Choi Myung-Yong   |               |           |                                                                      |

| Arbitro: | Muhsen Basma |

|                                                  |                      |                                                |
|                                                  | Marcatori            | Ney Fabiano 54’                                |
| Bošković Turaev Djiyamurodov Otakuziev Geworkýan | Tiri di rigore 4 – 3 | Ney Fabiano Phanuwat Suppasek Phaisan Therdsak |

| Arbitro: | Saeid Mozaffarizadeh |

|           |           |  |
| Radhi 60’ | Marcatori |  |

| Arbitro: | Mohamed Al Zarooni |

|  |           |                                   |
|  | Marcatori | Abdel-Fattah 6’ (60) Al-Sabah 44’ |

## Semifinali
| Squadra 1    | Totale | Squadra 2 | Andata | Ritorno |
| ------------ | ------ | --------- | ------ | ------- |
| Nasaf Qarshi | 2 – 1  | Al-Wehdat | 1 – 0  | 1 – 1   |
| Arbil        | 3 – 5  | Al-Kuwait | 0 – 2  | 3 – 3   |

### Andata
| Arbitro: | Liu Kwok Man |

|                         |           |  |
| Djiyamurodov 45’ (rig.) | Marcatori |  |

| Arbitro: | Abdullah Balideh |

|  |           |                               |
|  | Marcatori | Al Ateeqi 39’ (rig.) Kabi 80’ |

### Ritorno
| Arbitro: | Minoru Tōjō |

|                                       |           |                                        |
| Kabi 6’ Rogerinho 74’ Al Shammari 79’ | Marcatori | Karim 21’ (rig.), 84’ (rig.) Salah 69’ |

| Arbitro: | Mohsen Torky |

|                   |           |              |
| Abdallah Deeb 11’ | Marcatori | Bošković 62’ |

## Finale
| Arbitro: | Kim Dong-Jin |

|                                 |           |          |
| Shomurodov 62’ Perepļotkins 65’ | Marcatori | Kabi 68’ |